# Baños de Apoquindo
Los Baños de Apoquindo son unas manifestaciones hidrotermal o baños termales situadas en la Sierra de Ramón de Santiago de Chile, en el extremo norte de la falla de Ramón, en la zona de Apoquindo, entre el cerro Apoquindo y el cerro Los Rulos (llamado también Loma de los Baños)

## Origen geológico de las aguas termales

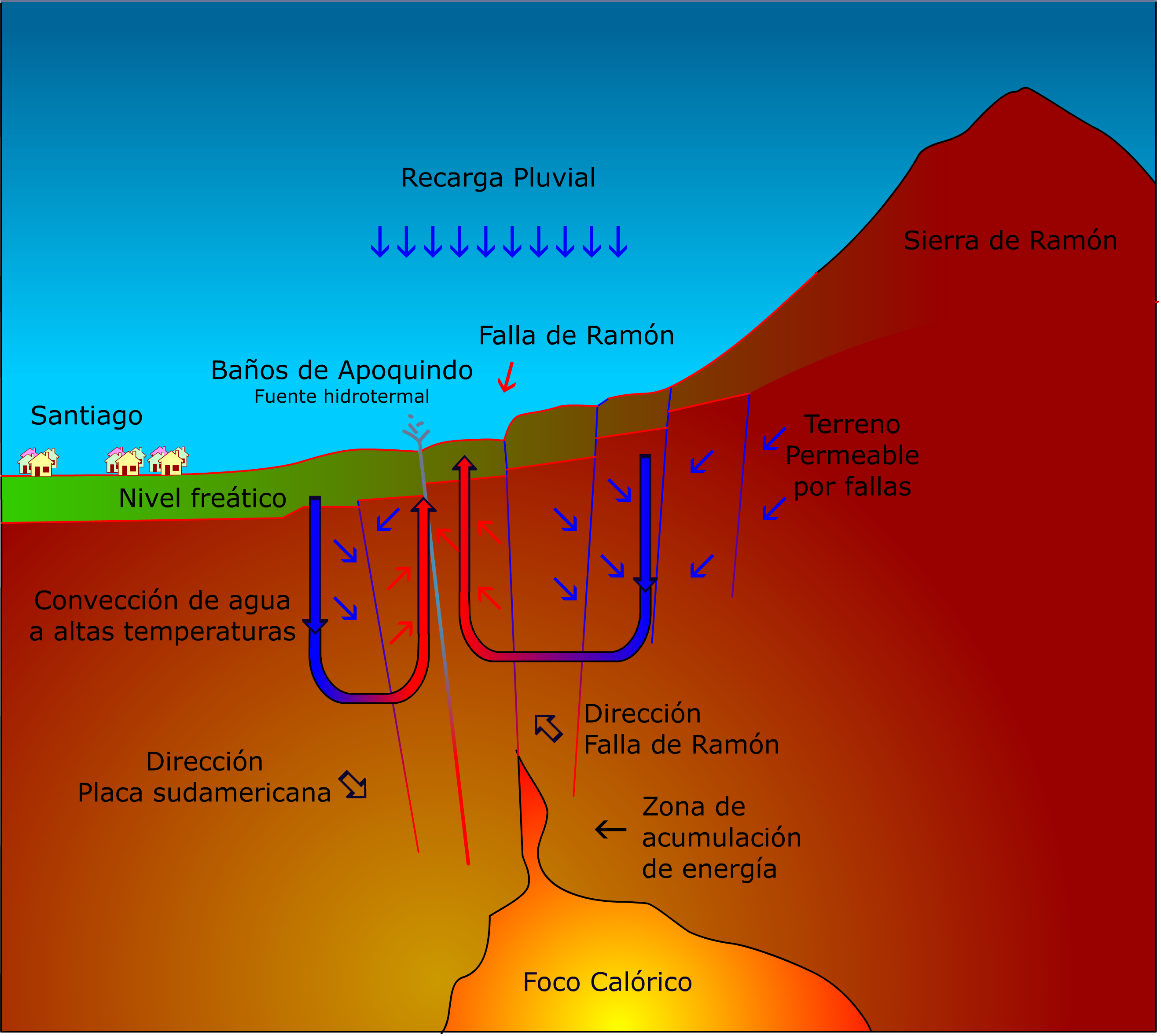
La placa Sudamericana genera una zona de acumulación de energía, cuando esta se libera levanta la sierra de Ramón. Esta misma energía genera fuentes hidrotermales, el agua de las lluvias se filtra desde el nivel freático en el terreno fracturado y permeable por las fallas verticales, baja hasta una zona de acumulación de energía donde se calienta, y luego sube producto de su alta temperatura por fisuras emanando como una fuente hidrotermal.

La presencia de estos baños termales se debe a la existencia de la falla de Ramón —una falla geológica del tipo inverso que se encuentra activa y que atraviesa toda la zona del Apoquindo en sentido norte-sur—. Prueba de esta actividad fue el sismo de 4,7° Richter, registrado el día 27 de noviembre de 2010, con epicentro en una zona residencial de San Carlos de Apoquindo a 101,2 kilómetros de profundidad.
El origen de estas fuentes se debe a la filtración de aguas percoladas en la corteza terrestre que retornan a la superficie luego ser calentadas por un foco de calor que se encuentra a más de 20 000 metros de profundidad. El agua recolecta en su trayectoria parte de los componentes solubles presentes en las rocas. La infiltración en la roca se debe a las fracturas verticales que presenta la corteza debido a la acción de levantamiento que tiene la falla en la sierra de Ramón.
Durante el siglo XIX y principios del siglo XX existían cuatro manantiales de agua mineral que presentaban temperaturas entre los 18° y 23°. La existencia de estas vertientes llevó a la creación de un balneario termal llamado los Baños de Apoquindo en la década de 1920, y que estuvo en funcionamiento hasta 1945. Además del agua mineral de estos manantiales fue embotellada hasta la década de 1950 bajo la denominación de Vital Apoquindo. Mediciones hechas en el transcurso de 139 años permiten afirmar que son aguas cloruro-calco-sódicas cuyos componentes más significativos son cloruros 700 ppm y sodio 200 ppm, tienen una temperatura promedio constante de 22° celsius y su pH es de 7,1.

## Historia

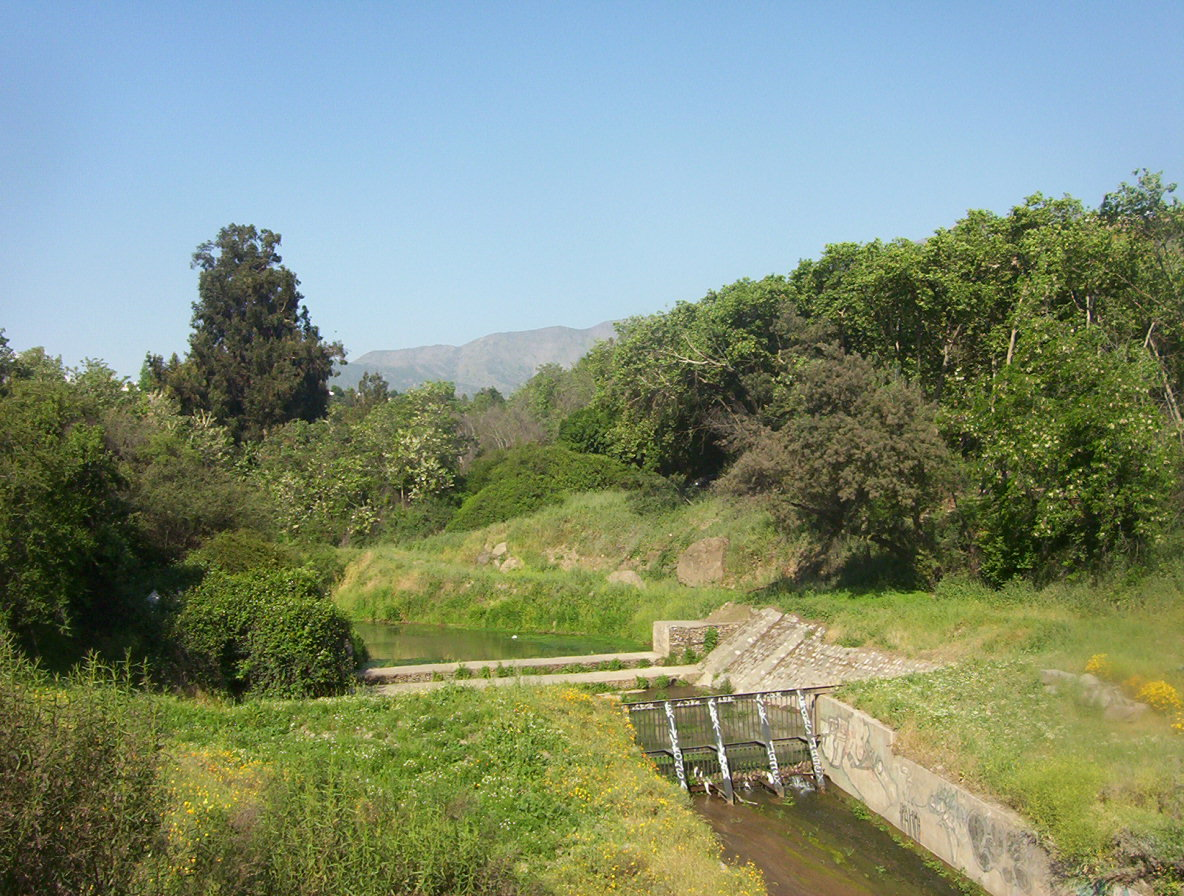
Estero Los Baños, en Apoquindo, Santiago de Chile en la localización donde estaban los Baños de Apoquindo.

Estos baños estuvieron activos desde 1840 hasta 1942. Diversos autores los describen. El primer relato es de Tornero en 1872 y define 4 fuentes principales: Cañita, Piedra Litre y Hierro. Darapsky en 1890 hace por primera vez un análisis físico químico de estas aguas.
Existen distintos relatos y algunas fotos provenientes de finales del siglo XIX y de la primera mitad del siglo XX, de que en la zona de la Avenida Vital Apoquindo con la intersección de la Avenida Cristóbal Colón, en los terrenos del nuevo hospital de carabineros existió un balneario termal venido de una vertiente cordillerana. Existían avisos en la prensa, en la que se ofrecían sus baños termales y de barro. Hasta hace dos décadas aún se podían ver algunos restos de estos baños en la quebrada que queda al norte de dicho Hospital. Este lugar se denominó los “Baños de Apoquindo”. En una época, los Baños elaboraron una agua mineral llamada Vital Apoquindo, de donde sale la raíz del nombre de la Avenida Vital Apoquindo.
Los baños estaban ubicados dentro de la chacra denominada durante la colonia "Lo Coo". Este nombre deriva del francés Luis de Caux Guelón, propietario a inicios del siglo XVIII de la chacra denominada Lo Matta. Su nieto, Luis Manuel de Coo y Ureta, compró en 1795 la chacra lo Coo de José Antonio Grez y Díaz Pimienta. Luego la heredó su hijo Ramón Joaquín de Coo y Serrano. Los herederos de Ramón Joaquín enajenaron la propiedad a José Gabriel Varela en 1855. Posteriormente fue vendida a Ignacio Javier Ossa (1861) y comprada luego por el almirante Manuel Blanco Encalada (1869). Los herederos de Blanco Encalada la vendieron a Eugenio R. Ossa en 1878. Casi 20 años después la propiedad salió a remate y la adquirió Eugenio Guzmán Irarrázaval casado con Rosa Montt Montt. Cuando murió Rosa Montt en 1919, Roberto Guzmán Montt, se adjudicó la Casona de Santa Rosa de Apoquindo, quedando los baños de Apoquindo en comunidad entre los hermanos Guzmán Montt, quienes evaluaron las vertientes naturales y construyeron instalaciones para habilitarlas. Sus amigos y familiares iban a bañarse a unas piletas de piedra que se llenaban con las saludables aguas. La fuente llamada El Sapo por los locales, desde la época prehispánica era objeto de culto y peregrinaciones por sus cualidades curativas.

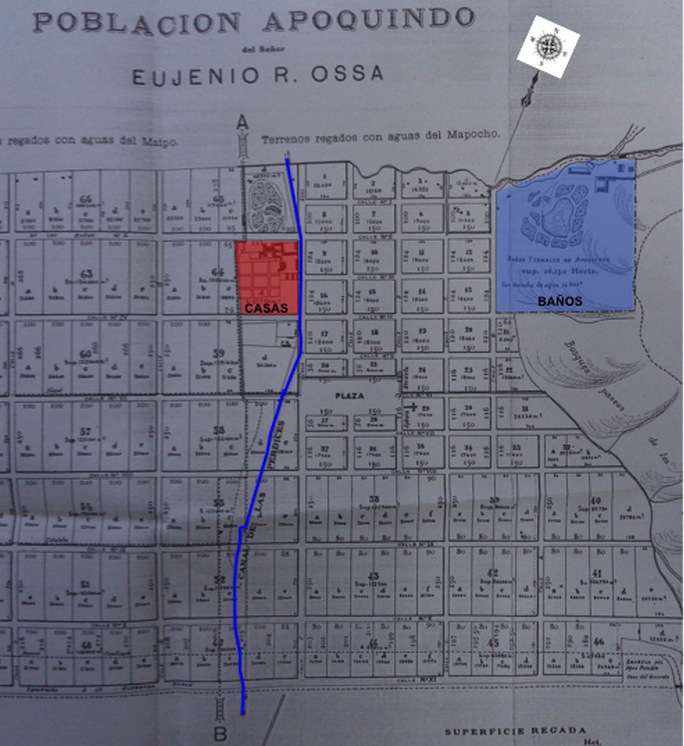
Esquema de la localización de los baños de Apoquindo dentro de la chacra denominada Santa Rosa de Apoquindo o antigua chacra lo Coo en 1895. En línea azul se muestra el Canal de las Perdices que corresponde aproximadamente a actual avenida Padre Hurtado. En un cuadrado de color rojo la localización de la casa principal de la chacra. En cuadrado azul el terreno de la hijuela de los Baños de Apoquindo. En la parte superior derecha se muestran como referencia los puntos cardinales

Apoquindo.-—Baños termales, que yacen á diez kilómetros al E. de la ciudad de Santiago, en el fondo de una pequeña quebrada de los últimos estribos ó contrafuertes occidentales de los Andes, por la banda sur del río Mapocho. Los manantiales se hallan á 782 metros sobre el nivel del Pacífico y á la base de una ligera eminencia donde están situados los edificios para el recibo de los concurrentes, y desde la cual se proporciona una vista pintoresca del valle inferior del Mapocho, de aquella ciudad y sus contornos; gozándose al mismo tiempo de un temperamento muy benigna, sobre todo en la estación del verano. Sus aguas pertenecen á la clase alcalino gaseosa, y son muy eficaces en ciertos casos de enfermedades reumáticas y cutáneas. Su temperatura varía de 21° á 23° del centígrado, y contienen en abundancia cloruros de calcio y de sodio, con algo del de manganeso, sulfato de cal, hierro, alúmina y sílice. A su inmediación al norte una iglesia y convento de los padres recoletos domínicos con buenos terrenos de cultivo, en donde tuvo residencia un Jefe delegado de los Incas; y de aquí el nombre de esos parajes, que viene de las palabras quichuas apo, señor principal, y de quinchu, morada.
 Diccionario Geográfico de la República de Chile (1899) de Francisco Solano Asta-Buruaga y Cienfuegos.

### Hotel Apoquindo
El balneario estaba en la que fuera la propiedad rural de la familia Guzmán Montt, en el Fundo Santa Rosa de Apoquindo. Ahí funcionaba también el Hotel Apoquindo, rodeado de árboles, con un jardín para pasear, una laguna, restaurante y alojamiento en casas independientes ordenadas en hilera en la dirección de la quebrada. Se han efectuado planos de la zona en 1950.

La gente también iba en caballos y carretas. El hotel era una estupenda instalación, campestre y sólida, con comedores y terrazas bajo los árboles. Mirando fotografías de la época no se puede creer, porque parece una imagen de los Alpes”. De hecho, desde calle Catedral esquina Puente salía diariamente una carretela a las 9 de la mañana con destino a los baños, que eran en la época una de las atracciones importantes de los alrededores de la capital. Incluso para el Centenario se pensó en construir tres caminos que unieran el centro con las zonas rurales: uno para Maipú, otro para San Bernardo y un tercero para los Baños de Apoquindo.
Historiador Miguel Laborde, académico de la Universidad Diego Portales.

### Agua Vital Apoquindo
A 1,5 kilómetros al sur de los Baños de Apoquindo se encontraban las instalaciones en las que se envasaba agua mineral con el nombre de Vital Apoquindo, la que daba el nombre a la Avenida Vital Apoquindo. En 1950 fueron desmanteladas.

### Dedales de oro
Todas las primaveras el lugar se llena de Dedales de oro, siendo muy codiciado por los fotógrafos.

## Actualidad
Del hotel de dos pisos, con pista de baile, donde los santiaguinos del siglo pasado tomaban un descanso los fines de semana, no queda prácticamente nada. Apenas restos de sus cimientos de adobe, sobre los cuales se emplaza hoy una cancha de tenis perteneciente al centro recreacional de los funcionarios de Dipreca, en los terrenos contiguos al Hospital DIPRECA.
Unos metros más abajo permanece, sin embargo, el agua, que continúa aflorando con propiedades minerales desde la quebrada. En el mismo lugar donde funcionaban los baños, se puede ver hoy una rústica instalación, un galpón techado que lleva décadas intacto, rodeado de vegetación y en cuyo interior se observa el agua brotar desde las grietas del suelo rocoso.